# 아급성 경화성 범뇌염
아급성 경화성 범뇌염(Subacute sclerosing panencephalitis, SSPE), 또는 도슨병(Dawson disease)은 과변이된 홍역모빌리바이러스의 점진적 감염으로 인해 발생하는 만성적인 진행성 뇌염의 한 종류를 말한다. 20대 초반 이하의 연령에서 주로 발견된다. 홍역에 걸린 환자들 1만명당 한 명 꼴로 이 병에 걸리는 것으로 알려져있었으나, 최근에는 유아일 때 홍역에 걸렸다면 609명당 한 명 꼴로 이 병에 걸리는 것으로 밝혀졌다. 치료법은 아직 존재하지 않으며, 대부분의 경우 치명적이다. 급성 횡단성 척수염과 증상이 유사하여 혼동할 수 있으나, 진행양상이나 발병 시기에 큰 차이가 있다.
야생형 바이러스주로만 발생하며, 백신용 바이러스로는 발생하지 않는다.

## 증상
홍역에 감염된 후에 발병한다는 점이 큰 특징이며, 평균적으로 홍역 발병 후 이 병이 발병할 때까지 7년이 걸리나 1달에서 27년까지 다양한 잠복기를 가진다. 무증상 잠복기가 지난 후 신경성 열화가 진행되며, 행동 변화나 지적능력 하락, 근육간대경련, 실명, 운동실조 등을 거친 후 대부분 사망에 이른다.

### 진행
진행단계는 4단계로 나뉜다.
- 1단계: 인격의 변화, 감정의 변덕이나 우울증이 대표적이며, 발열과 두통도 나타날 수 있다. 대략 6개월간 지속된다.
- 2단계: 저킹(jerking), 근육 경직, 뇌전증 발작, 실명, 치매가 나타난다.
- 3단계: 몸부림(writhing, twisting) 수준의 발작이 나타나며, 몸이 굳는다. 합병증으로 사망할 수 있다.
- 4단계: 호흡, 심장박동, 혈압에 이상이 생겨 최종적으로 혼수상태와 사망에 이른다.

## 병리학
신경 세포와 신경 아교 세포에 뉴클레오캡시드가 다량으로 생성된다. 반면 바이러스 외피를 이루는 유전자는 제한적으로 발현되고, 그 결과 주로 병리성을 가지는 바이러스 기질단백질은 생성되지 않아 면역계로부터 숨을 수 있게된다. 이로써 면역계에 의해 청소되지 않고 계속 신경세포에 뉴클레오캡시드가 축적된 결과 아급성 경화성 범뇌염이 발생하게 된다.

## 진단
머크 매뉴얼에 따르면 진단과정은 다음과 같다.
우선 치매와 신경근육 과민성을 보이는 젊은 환자에게서 아급성 경뇌성 범뇌염을 의심해볼 수 있다. 이후 EEG, CT, MRI, 뇌척수액 검사, 홍역 혈청형 검사를 시도해볼 수 있다. EEG 검사시 이상한 고전압의 복잡한 신호가 동시다발적으로 동시적으로 발생하며, CT와 MRI 검사결과 피질이 위축되고 백질에 손상이 발생한 경우, 그러나 뇌척수압은 단백질량, 세포수, 압력이 정상적인 수치를 가리키는 경우, 그러나 뇌척수압의 글로불린 농도가 상승한 경우 이 병이 의심된다. 특히 글로불린 수치는 거의 항상 향상되어 단백질의 20~60%를 차지한다. 림프액과 뇌척수액에선 높은 농도의 홍역 항체가 발견되며, 고농도의 항-홍역바이러스 IgG 역시 하나의 징표가 된다. 만일 잘 모르겠다면 뇌 조직 검사를 시행해볼 수 있다.

## 치료
진행단계중 1단계에서 병을 진단한 경우, 이소프리노신을 구강으로 투여하거나 정맥내로 인터페론 알파를 투여해볼 수 있다. 그러나 환자마다 그 효능에 차이가 있다. 따라서 모든 환자에게 적용될 수 있는 치료법은 지지적 치료로 항경련제를 투여할 수 있다.

## 예후
환자마다 편차가 있지만 대부분 평균적으로 1년에서 3년 사이에 사망해왔다. 그러나 매우 급격하게 아급성 경화성 범뇌염이 진행되는 경우 진단 후 3개월만에 사망하는 사례도 나타난다.
1단계를 지나면 생존률은 급락하여 처참한 예후를 보이나, 환자의 5%가량은 회복한다. 그러나 이는 수 년 이상 생존하거나 증상이 완화된 것을 모두 고려한 것이며, 따라서 더 치명적인 증상이 나타나기 전에 자연사한 것으로 고려할 수 있다.

## 유행병학
매우 희귀하며, 주로 아시아와 중동지역에서 발생한다. 그러나 홍역 백신의 발명 이후로 보고되는 환자의 수가 꾸준히 감소하고 있다. 따라서 바이러스의 근절을 통해 이 질병이 발생하는 것을 미연에 방지할 수 있다.

## 참고 문헌
- Bonthius D, Stanek N, Grose C (2000). “Subacute sclerosing panencephalitis, a measles complication, in an internationally adopted child”. 《Emerg Infect Dis》 6 (4): 377–81. doi:10.3201/eid0604.000409. PMC 2640885. PMID 10905971.